# Роше, Жан-Шарль
Жан-Шарль Роше (фр. Jean-Charles Rochet; род. 1 ноября 1957 года, Бордо, Франция) — французский экономист, профессор экономики, президент Эконометрического общества в 2012 году.

## Биография
Жан родился 1 ноября 1957 года в Бордо, Франция.
В 1976—1980 годах проходил обучение в Высшей нормальной школе в Париже, а в 1986 году был удостоен докторской степени (Ph.D.) по математической экономике в Парижском университете.
Свою преподавательскую деятельность начал в должности помощника профессора в Парижском университете в 1980—1982 годах, затем работал научным сотрудником CORE в Лувен-ла-Нев, Бельгия в 1982—1983 годах, научным сотрудником в лаборатории эконометрики в Политехнической школе в Париже в 1983—1984 годах, ассоциированным профессором в Парижском университете в 1984—1986 годах. В 1986 году был удостоен должности полного профессора в Национальной школе статистики и экономического управления (ENSAE) в 1986—1988 годах, затем был профессором математики и экономики в Университете Тулузы 1 в 1988—2012 годах.
В настоящее время Жан-Шарль Роше является директором по исследованиям IDEI в Тулузской школе экономики с 1992 года, профессором банковского дела на факультете банковского дела и финансов и заведующим кафедры в Швейцарском финансовом институте при Цюрихском университете с 2010 года.
Также является научным сотрудником CEPR с 1992 года, членом Эконометрического общества с 1995 года, членом Европейской экономической ассоциации с 2004 года, помощника редактора журналов «Mathematical Finance» с 2017 года, «Geneva Papers on Risk and Insurance» с 1990 года, «Annales d’Economie et de Statistiques» с 1992 года, «Research in Economics» с 1997 года, «Economie Publique» с 2003 года, «Journal of Financial Stability» с 2004 года, «Mathematics and Financial Economics» с 2006 года.
Жан-Шарль Роше был младшим сотрудником в 1993—1998 годах, старшим сотрудником в 2005—2012 годах в Университетском институте Франции, приглашённым профессором в Лондонской школе экономики и политических наук в 2001—2002 годах и во Франкфуртском университете в 2013—2014 годах, президентом Эконометрического общества в 2012 году. Был соредактором журнала «Annals of Finance» в 2005—2009 годах, помощником редактора журналов «The Journal of Finance» в 2012—2017 годах, «Econometrica» в 1990—2002 годах, «Journal of Mathematical Economics» в 1985—1993 годах.

## Награды
За свои достижения был награждён:
- 1988 — приз Арконати-Висконти за лучшую докторскую диссертацию в Парижском университете.